# Garadoumé
Garadoumé (auch: Garadimi, Garadou, Gradoumé) ist ein Dorf in der Stadtgemeinde Bouza in Niger.

## Geographie
Die Siedlung befindet sich rund 16 Kilometer südwestlich des Stadtzentrums von Bouza, das zum gleichnamigen Departement Bouza in der Region Tahoua gehört. Größere Dörfer in der Umgebung von Garadoumé sind das etwa acht Kilometer südwestlich gelegene Kélémé und das etwa 15 Kilometer westlich gelegene Assoudjé.
Garadoumé ist aus drei Teilen mit jeweils eigenen traditionellen Ortsvorstehern (chefs traditionnels) zusammengewachsen: Garadoumé Hayi, Garadoumé Koré und Garadoumé Lougou.
Das Dorf ist Teil der Übergangszone zwischen Sahel und Sudan. Die durchschnittliche jährliche Niederschlagsmenge beträgt hier zwischen 400 und 500 mm.

## Geschichte

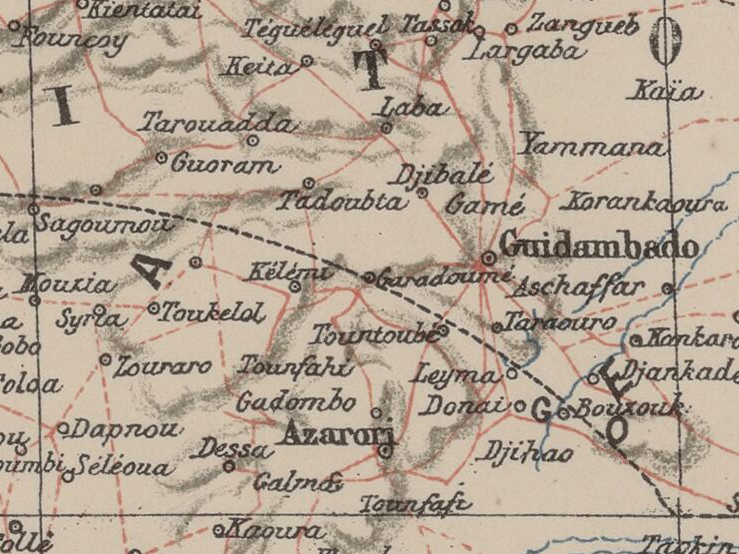
Ausschnitt einer Karte von 1903 mit Garadoumé im Zentrum

Das Dorf gehörte Ende des 17. Jahrhunderts zur Herrschaft Magori der Magorawa, die sich als letzte der Azna-Herrschaften in Ader bis ins 19. Jahrhundert hielt, als sie von der Tuareg-Gruppe Kel Gress besiegt wurde.
Eine britische Grenzkommission, die die Einflusssphären zwischen dem Vereinigten Königreich und Frankreich abstecken sollte, fand 1904 bei Garadoumé Seeigel-Fossilien aus dem Eozän, die von Francis Arthur Bather beschrieben wurden.
Die Organisation CARE finanzierte ein Entwicklungsprojekt, bei dem ab 1975 bei Garadoumé und später an weiteren Orten im oberen Maggia-Tal ausgedehnte Windschutzstreifen angelegt wurden. Mit dem Projekt konnte der Bodenerosion in der Region entgegengewirkt werden.

## Bevölkerung
Bei der Volkszählung 2012 hatte Garadoumé 5749 Einwohner, die in 829 Haushalten lebten. Bei der Volkszählung 2001 betrug die Einwohnerzahl 4249 in 675 Haushalten und bei der Volkszählung 1988 belief sich die Einwohnerzahl auf 3206 in 521 Haushalten.

## Kultur
Im 1978 erschienenen Roman Aboki ou L’appel de la côte von Mahamadou Halilou Sabbo ist Garadoumé einer der Handlungsorte.

## Wirtschaft und Infrastruktur
Mit einem Centre de Santé Intégré (CSI) ist ein Gesundheitszentrum vorhanden. Der CEG Garadoumé ist eine Schule der Sekundarstufe des Typs Collège d’Enseignement Général. Östlich des Dorfs, an einem Nebental der Maggia, befindet sich die 1968 errichtete Garadoumé-Talsperre. Die Niederschlagsmessstation in Garadoumé wurde 1989 in Betrieb genommen.
Durch den Ort führt die 91,37 Kilometer lange Route 539 zwischen Guidan Takoussara an der Staatsgrenze zu Nigeria und dem oberen Maggia-Tal. Es handelt sich um eine weitgehend dem natürlichen Gelände angepasste Landstraße. Ihr Beiname ist „Zwiebelstraße“ (Route de l’oignon). Die Region Tahoua ist für den Anbau von Zwiebeln bekannt.